# Gabriela Martínez (deportista)
Gabriela Martínez, destacada deportista mexicana de la especialidad de tiro quien fue campeona de Centroamérica y del Caribe en Mayagüez 2010.

## Trayectoria
La trayectoria deportiva de Gabriela Martínez se identifica por su participación en los siguientes eventos nacionales e internacionales:

### Juegos Centroamericanos y del Caribe
Fue reconocido su triunfo de ser la tiradora con el mayor número de medallas de la selección de  México 
en los juegos de Mayagüez 2010.

#### Juegos Centroamericanos y del Caribe de Mayagüez 2010
Su desempeño en la vigésima primera edición de los juegos, se identificó por ser la segunda tiradora con el mayor número de medallas entre todos los participantes del evento, con un total de 5 medallas:

- , Medalla de oro: 3 Pos Equipo
- , Medalla de oro: 50 m 3 Pos
- , Medalla de plata: Aire 10 m
- , Medalla de plata: 10 m Equipo
- , Medalla de bronce: 50 m Equipo